# Kecamatan Manyak Payed
Kecamatan Manyak Payed (indonesiska: Manyak Payed) är ett distrikt i Indonesien.   Det ligger i provinsen Aceh, i den västra delen av landet, 1 500 km nordväst om huvudstaden Jakarta.